# Mareanivka, Bilopillea
Mareanivka (în ucraineană Мар'янівка) este un sat în comuna Hurînivka din raionul Bilopillea, regiunea Sumî, Ucraina.

## Demografie
Componența lingvistică a localității Mareanivka
     Ucraineană (96,97%)
     Rusă (3,03%)
Conform recensământului din 2001, majoritatea populației localității Mareanivka era vorbitoare de ucraineană (96,97%), existând în minoritate și vorbitori de rusă (3,03%).